# Набиль Кеббаб
Набиль Кеббаб (30 грудня 1983) — алжирський плавець.
Учасник Олімпійських Ігор 2008, 2012 років.
Чемпіон Африки з плавання 2006, 2010 років.
Переможець Всеафриканських ігор 2007 року, призер 2011 року.